# U-16号潜艇 (1936年)
U-16号（德語：U 16）是纳粹德国战争海军建造的二十艘II-B型近岸潜艇（或称U艇）之一。它由基尔的德意志船厂承建，于1936年4月28日下水，至同年5月16日交付使用。第二次世界大战期间，该艇曾执行过三次巡逻作战，共计击沉同盟国或中立国的1艘商船和1艘辅助军舰，累积总吨位为3,435吨。1939年10月25日，U-16号在多佛尔以东的英吉利海峡因触雷造成严重破坏后自沉，艇内28名官兵全数阵亡。

## 设计
II级潜艇是从一战中德意志帝国海军的UB级和UF级近岸潜艇发展而来。其外观尺寸小，造价便宜且易于生产，在很短时间内便能造好。这款艇具在设计上吸收了为芬兰海军定制的欧洲水鼬号的优点，是非常出色的训练艇。但由于它们体积较小，在海面上容易剧烈颠簸，因此也被德国人戏称为“独木舟”（Einbaum）。尽管如此，一些II级艇在训练任务与战斗行动中表现相当出色，许多II级艇的衍生型号也相继被建造出来。
U-16号是一款用于近岸水域作战的II-B型单壳体潜艇。它可视作II-A型的加长版，附加的柴油舱增加了贮油量，航程也因此得到增加。其全长42.7米，舷宽4.08米，高8.6米，并有3.9米的吃水深度。水上和水下排水量则分别为279吨和328吨，惟官方提供的标准吨位为250吨。艇只采用两台曼海姆发动机厂（MWM）生产的六缸四冲程350匹公制馬力（260千瓦特）柴油机用于水面运行，以及两台各配备36个AFA蓄电池组的180匹公制馬力（130千瓦特）西门子-舒克特（SSW）电动发电机用于水下航行；水面最高航速12節（22每小時），水下7節（13每小時）；能够在水面以8節（15每小時）航速续航3,800海里（7,000），或以4節（7.4每小時）连续在水下航行43海里（80）而无需充电。它有两个轴和两副直径为0.85米的螺旋桨，具备在80－150米的深度运行的能力，紧急下潜需时30秒。
武器装备方面，U-16号在艇艏内置有三具管径为533毫米的鱼雷发射管，呈倒三角形布置，其中左舷一具、右舷一具、底部的中线上还有一具；它们合共配备5枚G7型鱼雷，或可携带最多12枚TMA水雷。此外，该艇还搭载有一门20毫米30式高射炮作为甲板炮。其标准船员编制为3名军官及22名水兵。

## 历史
1935年2月2日，海军造舰局正式将四艘II-B型潜艇（U-13至U-16号）的建造合同发包予基尔的德意志船厂。但由于违反了禁止德国拥有潜艇的《凡尔赛条约》条款，U-16号直至1935年8月5日、即解除德国海军军备限制的《英德海军协定》生效后才开始铺设龙骨，1936年4月28日下水，至同年5月16日在同时兼任U-10号艇长的海军上尉海因茨·贝杜恩的指挥下交付使用。完成海试后，该艇被编入驻基尔的洛斯潜艇区舰队服役，直至最终沉没。第二次世界大战期间，U-16号共执行过三次作战巡逻，共计击沉同盟国或中立国的1艘商船和1艘辅助军舰，累积总吨位为3,435吨。

### 作战巡逻
1939年9月2日，U-16号于下午18:00从威廉港启程执行首次作战巡逻，奉命前往北海观察航运情况。但由于船舶流量不大，他们一无所获，遂于8月29日被召回，为布雷作业作准备。是次巡逻的第二部分是前往英格兰东北部的蒂斯河口附近布雷，并于9月2日重新从威廉港出发。在为期七天的布雷行动中，该艇共敷设了八枚水雷，后于9月8日下午16:30分返回基地。该雷区未能造成任何破坏。
在海军上尉汉内斯·魏因格特纳的率领下，U-16号的第二次行动于1939年9月13日从基尔出发，前往挪威斯屈德内斯和斯托海于格之间的北海巡逻，至10月5日上午返回。它奉命对中立国船舶进行违禁品管制检查，并沿挪威海岸护送德国商船。该艇在七天内拦截了14艘船，并以船上载有违禁品为由击沉了其中1艘。这是容积总吨为3,378吨的瑞典货轮新陆号（Nyland），它于9月 28日00:30在斯塔万格西南偏西约25海里（46）处遭截停，当时正载着铁矿石前往拉姆斯盖特。魏因格特纳命令瑞典船员弃船登上救生艇，并为他们提供补给，然后发射鱼雷击沉了该船。
1939年10月18日，U-16号最后一次离开基尔，奉命前往英吉利海峡布雷，并在福克斯顿附近敷设了九枚水雷。一个月后，被法国海军征用作扫雷任务的武装拖网船圣克莱尔号（Ste. Claire，57总吨）不慎撞上了其中的一枚，继而在福克斯通东南约10海里（19）处沉没，导致11名船员丧生。大约在10月24日中午时分，英国皇家海军发现U-16号正在通过圣玛格丽特湾的反潜回路，遂派出单桅战船海鹦号前去调查，并在下午对一个可疑目标投下了三枚深水炸弹，随后武装拖网船凯顿·威克号（HMT Cayton Wyke）也投下一枚。U-16号最初得以逃脱并进行无线电报告。10月25日凌晨4:15，该艇发送了最后一条无线电消息，表示潜艇已在多佛尔附近严重受损，必须凿沉。当天晚些时候，英国军队在古德温沙洲（51°9′N 1°28′E / 51.150°N 1.467°E）发现了这艘搁浅的残骸，英国皇家海军的潜水员对它进行了简短的调查，发现其司令塔将将被水淹没，前部严重受损。由于天气恶劣，且残骸充满淤泥，最终消失在流沙中，因此打捞尝试失败，其后也未再进行。曾有报道将U-16号的沉没归因于这些深水炸弹的攻击，但残骸的广泛破坏表明，该艇更有可能是在规避了上述攻击后至多佛尔屏障触雷。
在接下来的几周里，19名船员的尸体被找到或被冲上岸，他们都戴着救生设备，大多数是在邓杰内斯角和海斯之间，而艇长和5名船员则在敦刻尔克附近的法国海岸、1人在荷兰的阿默兰岛被发现。随着U-16号全员阵亡，其它德国U艇随后被迫绕行苏格兰北部远得多的路线，才能到达西部航道和北大西洋。

## 袭击历史摘要
| 日期           | 船名       | 船籍     | 吨位  | 结局         |
| -------------- | ---------- | -------- | ----- | ------------ |
| 1939年9月28日  | 新陆号     | 瑞典     | 3,378 | 击沉         |
| 1939年11月21日 | 圣克莱尔号 | 法国海军 | 57    | 击沉（触雷） |

## 脚注
1. 1 2  Kemp，第61–62頁.
2. ↑  威廉生，第6頁.
3. ↑  威廉生，第6–7頁.
4. 1 2  Gröner 1991，第39–40頁.
5. 1 2 3  Helgason, Guðmundur. . German U-boats of WWII - uboat.net.   [2023-10-18].
6. ↑  Helgason, Guðmundur. . German U-boats of WWII - uboat.net.   [2023-10-18]. （原始内容存档于2010-07-04）.
7. ↑  Helgason, Guðmundur. . German U-boats of WWII - uboat.net.   [2023-10-18]. （原始内容存档于2010-07-04）.
8. ↑  Helgason, Guðmundur. . German U-boats of WWII - uboat.net.   [2023-10-18]. （原始内容存档于2023-02-06）.
9. ↑  Helgason, Guðmundur. . German U-boats of WWII - uboat.net.   [2023-10-18]. （原始内容存档于2010-07-04）.
10. ↑  Helgason, Guðmundur. . German U-boats of WWII - uboat.net.   [2023-10-18]. （原始内容存档于2023-02-06）.
11. ↑  Helgason, Guðmundur. . German U-boats of WWII – uboat.net.   [2014-09-16]. （原始内容存档于2008-10-13）.